# Jaguar Blanco (polaco: Biały Jaguar)
El Jaguar Blanco (título polaco Biały Jaguar), es la tercera parte de la trilogía del escritor y viajero polaco Arkady Fiedler, ambientada a principios del siglo XVIII. La novela cuenta la historia de un polaco de origen, John Bober. John Bober es mitad polaco, mitad inglés, nacido en Virginia.
Las aventuras anteriores de los héroes del Jaguar Blanco se describen en otros dos libros de Arkady Fiedler: La isla de Robinsón Crusoe, publicado por primera vez en 1954 y Orinoco, publicado en 1957.